# 樹木嶺駅
樹木嶺駅（じゅもくれいえき）は、中華人民共和国湖南省長沙市雨花区にある中国鉄路総公司・長沙地下鉄4号線の駅である。

## 駅構造
- 中国鉄路総公司：島式ホーム1面
- 長沙地下鉄：島式ホーム1面

## 駅周辺
- 樹木嶺小学
- 自然嶺小学
- 湖南商業貿易学校
- 長沙水文水資源勘測局